# Fronteiras
Fronteiras is een gemeente in de Braziliaanse deelstaat Piauí. De gemeente telt 11.502 inwoners (schatting 2009).